# Liolophura rehderi
Liolophura rehderi är en blötdjursart som först beskrevs av Ferreira 1986.  Liolophura rehderi ingår i släktet Liolophura och familjen Chitonidae. Inga underarter finns listade i Catalogue of Life.